# Lil Dagover

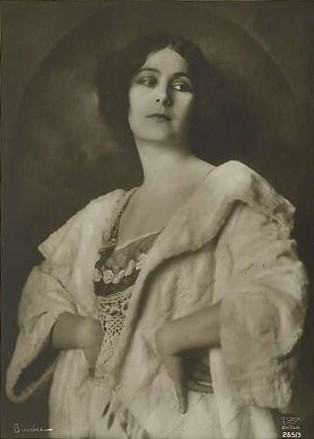
Lil Dagover, Fotografie von Alexander Binder, 1919

Lil Dagover, Fotografie von Alexander Binder, 1927

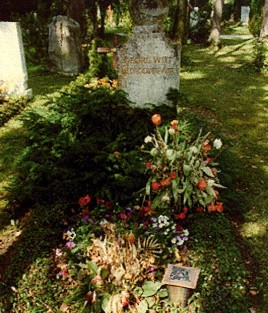
Grabstätte von Lil Dagover

Lil Dagover, anfänglich auch Martha Daghofer, gebürtig Marie Antonie Sieglinde Marta Seubert (* 30. September 1887 in Pati, Niederländisch-Indien; † 23. Januar 1980 in Grünwald bei München, Deutschland), war eine deutsche Bühnen- und Film-Schauspielerin. Sie zählte zu den führenden deutschen Stummfilmschauspielerinnen und wirkte zwischen 1916 und 1979 in zahlreichen Film- und Fernsehproduktionen mit.

## Leben
Lil Dagover war die eheliche Tochter des deutschen königlich niederländischen Oberforstmeisters Adolf Karl Seubert, der in Niederländisch-Indien tätig war. Erzogen wurde sie in Großbritannien, Frankreich und der Schweiz. Nachdem ihre Mutter verstorben war, kam sie als Zehnjährige nach Deutschland zu Verwandten in Tübingen. Sie besuchte die dortige Schule. Später ging sie nach Weimar. 1913 heiratete sie den Schauspieler Fritz Daghofer und wandelte, nachdem sie im Ersten Weltkrieg noch als Martha Daghofer vor der Kamera gestanden hatte, dessen Nachnamen einige Zeit später zu ihrem Künstlernamen „Lil Dagover“ ab. 1914 wurde ihre Tochter Eva geboren. Durch ihren Ehemann kam sie in Kontakt mit dem Film. 1913 hatte sie ihren ersten Filmauftritt. Sieben Jahre später ließ sie sich von Daghofer scheiden.
Unter ihrem Künstlernamen Lil Dagover trat sie 1919 in zwei Filmen Fritz Langs auf. Von Robert Wiene wurde sie für die weibliche Hauptrolle in Das Cabinet des Dr. Caligari engagiert. Danach drehte sie mit Fritz Lang, Friedrich Wilhelm Murnau und anderen in künstlerisch anspruchsvollen Stummfilmen, die ihr Image als „vornehme Dame“ prägten. 1926 heiratete sie den Produzenten Georg Witt. Da Lil Dagover neben der Filmkarriere in Berlin auch zu einer angesehenen Theaterschauspielerin avancierte und somit Spracherfahrung besaß, bedeutete der Wechsel vom Stummfilm zum Tonfilm für den Star der 1920er Jahre keinen Karriereknick, wie für viele andere Stummfilmstars. Sie spielte an Max Reinhardts Deutschem Theater oder auch bei den Salzburger Festspielen. 1931 folgte sie einem Ruf nach Hollywood und spielte in The Woman from Monte Carlo die Titelrolle.
Auch während der Zeit des Nationalsozialismus blieb Dagover ein gefeierter UFA-Star, der in den Jahren 1933 bis 1944 mit insgesamt 23 Rollen zu den bekanntesten und beliebtesten Leinwanddarstellern des deutschen Films dieser Zeit gehörte. Obwohl die Nationalsozialisten sie hofierten, tat sie sich politisch nicht hervor. 1937 wurde ihr der Titel Staatsschauspielerin verliehen, und 1944 erhielt sie für ihren Einsatz bei der Truppenbetreuung und ihre Auftritte in Fronttheatern das Kriegsverdienstkreuz. Sie stand 1944 auf der Gottbegnadeten-Liste des Reichsministeriums für Volksaufklärung und Propaganda.
Auch nach dem Zweiten Weltkrieg war sie in zahlreichen Filmen zu sehen und wurde mit Preisen bedacht, so 1954 mit dem Bundesfilmpreis für die beste weibliche Nebenrolle in Königliche Hoheit. 1962 erhielt sie das Filmband in Gold für langjähriges und hervorragendes Wirken im deutschen Film. Ein großer Erfolg war für Dagover 1961 auch der Edgar-Wallace-Film Die seltsame Gräfin, in dem sie die Titelrolle spielte. Dagover trat bis Ende der 1970er Jahre in Filmen auf.
Lil Dagover-Witt starb 1980 in ihrem Haus auf dem Bavaria-Filmgelände im Grünwalder Ortsteil Geiselgasteig. Sie und ihr Ehemann Georg ruhen nebeneinander auf dem Waldfriedhof Grünwald.

## Filmografie (Auswahl)
- 1913: Schlangentanz – Regie: Louis Held
- 1916: Die Retterin – Regie: Christa Christensen
- 1916: Das Rätsel der Stahlkammer – Regie: Max Mack
- 1918: Der Wilderer
- 1918: Das Lied der Mutter
- 1919: Der Tänzer (2 Teile)
- 1919: Die Spinnen, 1. Teil: Der goldene See – Regie: Fritz Lang
- 1919: Harakiri – Regie: Fritz Lang
- 1920: Das Cabinet des Dr. Caligari – Regie: Robert Wiene
- 1920: Die Frau im Himmel
- 1920: Die Kwannon von Okadera
- 1920: Der Richter von Zalamea – Regie: Ludwig Berger
- 1920/21: Die Jagd nach dem Tode (4 Teile)
- 1921: Das Geheimnis von Bombay
- 1921: Der müde Tod – Regie: Fritz Lang
- 1922: Luise Millerin – Regie: Carl Froelich
- 1922: Phantom – Regie: Friedrich Wilhelm Murnau
- 1923: Seine Frau, die Unbekannte
- 1923: Die Prinzessin Suwarin
- 1924: Komödie des Herzens – Regie: Rochus Gliese
- 1925: Zur Chronik von Grieshuus – Regie: Arthur von Gerlach
- 1925: Der Demütige und die Sängerin
- 1925: Liebe macht blind
- 1925: Tartüff – Regie: Friedrich Wilhelm Murnau
- 1926: Die Brüder Schellenberg – Regie: Karl Grune
- 1926: Der Veilchenfresser
- 1927: Die Lady ohne Schleier (Hans engelska fru)
- 1928: Ungarische Rhapsodie
- 1928: Die große Leidenschaft (La Grande Passion)
- 1928: Der geheime Kurier
- 1929: Der Graf von Monte Christo (Monte Cristo)
- 1929: Die Ehe
- 1929: Es flüstert die Nacht …
- 1929: Der Günstling von Schönbrunn
- 1929: Spielereien einer Kaiserin – Regie: Wladimir Strischewski
- 1930: Boykott (Primanerehre) – Regie: Robert Land
- 1930: Der weiße Teufel – Regie: Alexander Wolkow
- 1930: Es gibt eine Frau, die Dich niemals vergißt
- 1931: Der Kongreß tanzt – Regie: Erik Charell
- 1931: Elisabeth von Österreich – Regie: Adolf Trotz
- 1931: The Woman from Monte Carlo – Regie: Michael Curtiz
- 1932: Die Tänzerin von Sanssouci – Regie: Friedrich Zelnik
- 1933: Johannisnacht – Regie: Willy Reiber
- 1934: Ich heirate meine Frau – Regie: Johannes Riemann
- 1935: Der höhere Befehl
- 1935: Der Vogelhändler – Regie: E. W. Emo
- 1935: Lady Windermeres Fächer – Regie: Heinz Hilpert
- 1936: Schlußakkord – Regie: Detlef Sierck
- 1936: Das Mädchen Irene – Regie: Reinhold Schünzel
- 1936: Fridericus – Regie: Johannes Meyer
- 1936: August der Starke – Regie: Paul Wegener
- 1936: Das Schönheitsfleckchen
- 1937: Die Kreutzersonate – Regie: Veit Harlan
- 1937: Streit um den Knaben Jo
- 1938: Rätsel um Beate
- 1938: Es leuchten die Sterne – Regie: Hans H. Zerlett
- 1940: Friedrich Schiller – Der Triumph eines Genies – Regie: Herbert Maisch
- 1940: Bismarck – Regie: Wolfgang Liebeneiner
- 1942: Kleine Residenz – Regie: Hans H. Zerlett
- 1942: Wien 1910 – Regie: E. W. Emo
- 1944: Musik in Salzburg – Regie: Herbert Maisch
- 1948: Die Söhne des Herrn Gaspary – Regie: Rolf Meyer
- 1949: Man spielt nicht mit der Liebe – Regie: Hans Deppe
- 1950: Es kommt ein Tag
- 1950: Vom Teufel gejagt
- 1952: Das Geheimnis vom Bergsee
- 1953: Königliche Hoheit
- 1953: Rote Rosen, rote Lippen, roter Wein
- 1954: Schloß Hubertus
- 1955: Ich weiß, wofür ich lebe
- 1955: Der Fischer vom Heiligensee
- 1955: Rosen im Herbst
- 1955: Die Barrings
- 1956: Meine 16 Söhne
- 1956: Kronprinz Rudolfs letzte Liebe – Regie: Rudolf Jugert
- 1957: Unter Palmen am blauen Meer – Regie: Hans Deppe
- 1959: Buddenbrooks – Regie: Alfred Weidenmann
- 1961: Die seltsame Gräfin – Regie: Josef von Báky
- 1967: Siedlung Arkadien – Regie: Hans-Dieter Schwarze
- 1969: Hotel Royal – Regie: Wolfgang Becker
- 1971: Glückspilze
- 1971: Kolibri – Regie: Nathan Jariv
- 1973: Der Fußgänger – Regie: Maximilian Schell
- 1974: Karl May – Regie: Hans-Jürgen Syberberg
- 1974: Memento Mori
- 1975: Tatort: Wodka Bitter-Lemon
- 1975: Der Richter und sein Henker – Regie: Maximilian Schell
- 1977: Die Standarte – Regie: Ottokar Runze
- 1979: Geschichten aus dem Wienerwald – Regie: Maximilian Schell

## Ehrungen
- 1937: Ernennung zur Staatsschauspielerin
- 1954: Filmband in Silber (Beste weibliche Nebenrolle) für Königliche Hoheit
- 1962: Filmband in Gold für langjähriges und hervorragendes Wirken im deutschen Film
- 1964: Bambi für Verdienste um den deutschen Film
- 1967: Großes Verdienstkreuz des Verdienstordens der Bundesrepublik Deutschland

Der Lil-Dagover-Ring in Grünwald wurde nach ihr benannt, außerdem 1995 in Berlin-Hellersdorf die Lil-Dagover-Gasse.

## Schriften
Autobiografie
- Ich war die Dame. Schneekluth, München 1979, ISBN 3-7951-0535-8.